# Dendrocerus natalicius
Dendrocerus natalicius är en stekelart som beskrevs av Paul Dessart 1985. Dendrocerus natalicius ingår i släktet Dendrocerus och familjen trefåresteklar. Inga underarter finns listade i Catalogue of Life.